# Autinag
Autinag en Dümo zijn Duitse historische merken van motorfietsen van dezelfde fabrikant.
De bedrijfsnaam was: Auto-Industrie AG, later Düsseldorfer Auto-Industrie AG, Düsseldorf-Mörsenbroich, Düsseldorf-Mörsenbroich.
Autinag begon rond 1923 met de productie van eenvoudige 127- en 198cc-tweetakten en 496cc-viertakten met MAG-motor.
De sportievere versie van het 198cc-model werd onder de naam "Dümo" (Düsseldorf-Mörsenbroich) verkocht.
In deze periode ontstonden in Duitsland honderden motorfietsmerken, waarvan er in 1925 meer dan 150 ook weer verdwenen. Daaronder waren ook Autinag en Dümo.